# Gora Lysaja, Antarktis
Gora Lysaja är ett berg i Antarktis. Det ligger i Östantarktis. Australien gör anspråk på området. Toppen på Gora Lysaja är 1 104 meter över havet.
Terrängen runt Gora Lysaja är huvudsakligen lite kuperad.  Trakten är obefolkad. Det finns inga samhällen i närheten.